# Camelauco

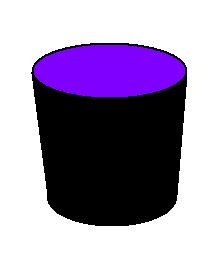
Camelauco russo

O camelauco (do latim camelaucum e este do grego καμιλαυκιον, talvez de κάμιλος: corda, ou de κάμηλος: camelo, pelo uso da pele; ou ainda uma corruptela de καλυμμαύχιον, de καλυμμα: véu) é uma espécie de barrete frígio alto, de forma cônica ou cilíndrica, usado por monges cristãos da Igreja Ortodoxa ou das Igrejas Católicas Orientais. Seu uso passou depois do Oriente a Roma, simbolizando a liberdade. Pelo fim do século IV, foi adotado pelos papas.
Não se confirma, historicamente, a tradicional afirmação de que o Papa Silvestre I recebeu de Constantino I o camelauco, em sinal da liberdade da Igreja. O certo é que os papas usavam, inicialmente o camelauco, símbolo tradicional de soberania no Oriente, com a intenção de portarem uma peça distinta da mitra dos bispos.
O camelauco deu origem à tiara papal. Alguns autores julgam que o camelauco tenha originado também o camauro.

## Camelauco ortodoxo
Na Igreja Ortodoxa, o camelauco é uma cobertura de cabeça usada pelos monges (neste caso é de cor preta) ou concedida a um clérigo como sinal de distinção de sua dignidade (neste caso é vermelho ou roxo).
Trata-se sempre de um chapéu cilíndrico, mas variando de estilo:
- O grego apresenta uma borda cônica aplanada no topo
- O russo é alargado e chato no alto
- o sérvio é liso e alto.